# Новые Громыки
Но́вые Громы́ки (Но́вые Горемы́ки; бел. Новыя Грамыкі) — деревня в Неглюбском сельсовете Ветковского района Гомельской области Белоруссии.

## География

### Расположение
В 21 км на северо-восток от Ветки, 43 км от Гомеля, 37 км от железнодорожной станции Добруш (на линии Гомель — Вышков). На юге и севере граничит с лесом.

### Гидрография
Река Беседь (приток реки Сож).

## Транспортная сеть
Рядом автодорога Светиловичи — Гомель. Планировка состоит из криволинейной, почти широтной ориентации улицы. На юге — обособленный участок застройки. Жилые дома деревянные усадебного типа. Наиболее плотно застроена западная часть.

## История

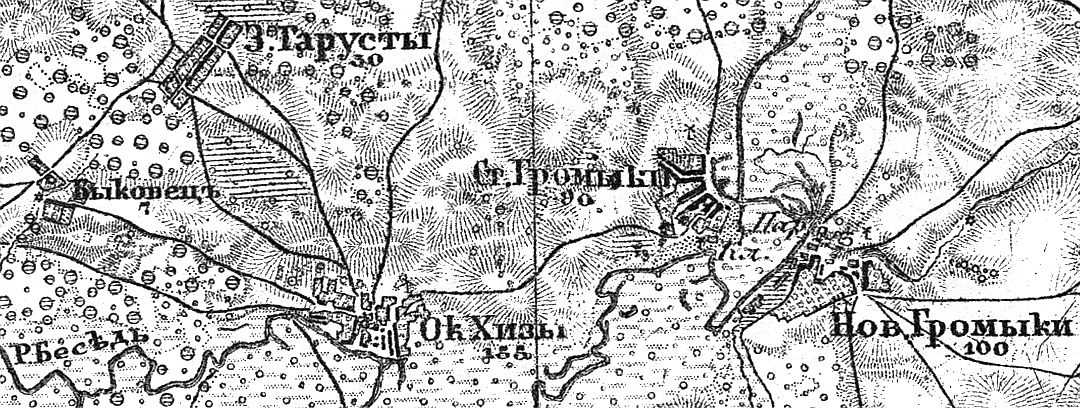
Новые Громыки на карте Шуберта Ф. Ф. за 1869 г.

Выявленные археологами городища (1 км на север от деревни, в урочище Городок, на мысе коренного левого берега реки), могильник (2 км на юг от деревни, в урочище Громыщино), поселения позднего мезолита (VII—V тысячелетия до н. э., 200 метров на юго-запад от деревни, в урочище Авраамов Бугор) и поселение каменного и бронзовых веков (2 км на юго-запад от деревни) свидетельствуют о заселении этих мест с давних времён. По письменным источникам известна с XVII века как околица в Речицком повете Минского воеводства Великого княжества Литовского.

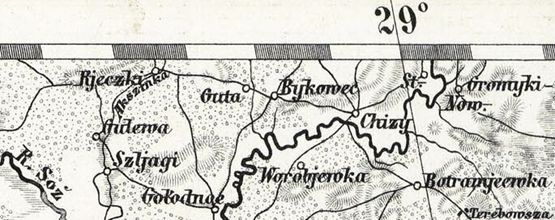
Сёла Новые Громыки и Старые Громыки (St. Now. Gromyki) на карте 1874 г. (Российская империя)

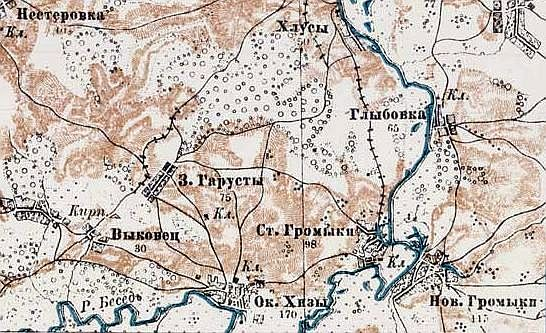
Старые Громыки на карте 1916 г. (Российская империя)

После 1-го раздела Речи Посполитой (1772 год) в составе Российской империи. С 1800 года действовали сукновальня и мельница. В 1836 году через реку Беседь работала переправа. С 1877 года действовала церковь Рождества Богородицы. В 1880 году открыто народное училище (в 1889 году 32 ученика). В 1882 году хозяин фольварка — дворянка Эмилия Игнатьевна Лашкевич — владела здесь 208 десятинами земли (половина земли досталась ей по наследству в 1836 году, половина — приобретена ей в 1841 году). Согласно переписи 1897 года располагалась в Речковской волости Гомельского уезда Могилёвской губернии; работали 2 кузницы, 3 ветряные мельницы, лавка, питейный дом.
В 1926 году работали изба-читальня, почтовый пункт, начальная школа. С 8 декабря 1926 года центр Ново-Старогромыкского, затем Новогромыкского сельсовета Светиловичского, с 4 августа 1927 года Ветковского, с 25 декабря 1962 года Гомельского, с 6 января 1965 года Ветковского районов Гомельского округа (до 26 июля 1930 года), с 20 февраля 1938 года Гомельской области. В 1929 году создан колхоз «Новая жизнь», а в 1930 году второй колхоз — «Городок». Работали лаптеплётная артель, ветряная мельница и кузница. Во время Великой Отечественной войны 137 жителей погибли на фронтах. В 1959 году была центром совхоза «Громыки».
Размещались 8-летняя школа, клуб, библиотека, фельдшерско-акушерский пункт, отделение связи, магазин.
В состав Новогромыкского сельсовета входили не существующие в настоящее время: до 1947 года деревня Александровка, до 1968 года посёлок Грозное.
В результате катастрофы на Чернобыльской АЭС деревня подверглась радиационному загрязнению. В 1992 году все жители (128 семей) переселены в чистые места.
В Новых Громыках родился Герой Советского Союза П. Н. Буйневич (1912—1995).

## Население
- 1726 год — 21 дым (двор).
- 1868 год — 103 двора, 613 жителей.
- 1897 год — 165 дворов, 909 жителей (согласно переписи).
- 1926 год — 187 дворов.
- 1940 год — дворов, жителей.
- 1959 год — 390 жителей (согласно переписи).
- 1992 год — жители (128 семей) переселены.

## Известные лица
- Буйневич, Павел Николаевич —  Герой Советского Союза